# Освећено Косово
Освећено Косово или Осветници Косова је последња историјска композиција Паје Јовановића, која је настала током Првог балканског рата на Кумановском фронту.
У писму Паје Јовановића, које је упутио Петру Стевчићу, пише да је за потребе стварања слике Проглашење Душановог законика, био и на Косову, које је у том времену још увек било под управом Османског царства. У писму је навео у каквом је положају и стању било српско становништво на Косову, што је оставило дубок утисак на њега.
| „                 | Видео сам освећено Косово још више пута - Дивно! Пропевао је народ а божур у цвету о Видовом дну као да хоће да окити весеља, ал ко није видео Косово за Турско време, утучен народ, од страха и срамоте, крваву турску силу и зверске Арнауте, - не зна шта је Косово... | ” |
| — Паја Јовановић, | |   |

Током ратних операција војске Краљевине Србије за ослобођење Косова и Старе Србије, понесен успесима српске војске на фронту као и под утиском онога што је видео на Косову пре ослобођења, Паја Јовановић је створио слику Освећено Косово.